# Семенов Юрій Павлович
Юрій Павлович Семенов (нар. 20 квітня 1935 року, Торопець, Калінінська область) — радянський і російський конструктор космічної техніки, педагог, професор. Генеральний конструктор НВО «Енергія» (1989–2005). Голова президії науково-технічної ради відкритого акціонерного товариства «Ракетно-космічна корпорація „Енергія“ імені С. П. Корольова». Член ЦК КПРС (1990–1991 рр.).
Академік РАН (2000; член-кореспондент 1987). Герой Соціалістичної Праці (1976). Лауреат Ленінської премії (1978), Державної премії СРСР (1985) та Державної премії РФ (1999).

## Біографія
Юрій Семенов народився 20 квітня 1935 року в місті Торопець (нині — у Тверській області). До 1941 проживав у Ржеві. Після початку війни разом із сім'єю евакуювався до Молотівської (нині Пермської) області в село Вогулка.
У 1946 році переїхав до Дніпропетровська, пішов до 4-го класу 23-ї школи. 1953 року закінчив школу і вступив до Дніпропетровського державного університету на фізико-технічний факультет, який закінчив 1958 року.
З 1958 року працював інженером, старшим інженером, начальником групи в Особливому конструкторському бюро (ОКБ-586) «Південне», створеному в Дніпропетровську для розробки та виготовлення нових типів бойових ракет та космічних апаратів різного призначення. Тут, починаючи з 1955 року, він проходив і щорічну виробничу практику, коли навчався в університеті. Член КПРС з 1964 року.
У 1964 році переїхав до Калінінграда Московської області, працював в ОКБ-1 під керівництвом С. П. Корольова заступником провідного конструктора, з 1967 року — провідним конструктором, з 1972 року — головним конструктором теми Центрального конструкторського бюро експериментального машинобудування.
З 1974 року — головний конструктор космічних кораблів та орбітальних станцій, з 1981 року — 1-й заступник генерального конструктора, директор програми міжнародного співробітництва Науково-виробничого об'єднання «Енергія». 
23 грудня 1987 року був обраний членом-кореспондентом АН СРСР, а 26 травня 2000 року — дійсним членом (академіком) РАН. 
З 1989 року — генеральний конструктор Науково-виробничого об'єднання «Енергія» міста Калінінград Московської області.
Із 1994 по 2005 рік — президент та Генеральний конструктор ракетно-космічної корпорації «Енергія» імені С. П. Корольова.
Нині живе у Москві.
Одружений із донькою А. П. Кириленко Валентиною.

## Відзнаки
- Указом Президії Верховної Ради СРСР («закритим») від 15 січня 1976 року Семенову Юрію Павловичу надано звання Героя Соціалістичної Праці з врученням ордена Леніна та золотої медалі «Серп і Молот».
- Орден «За заслуги перед Вітчизною» ІІІ ступеня (10 квітня 1995 року) — за заслуги перед державою та великий особистий внесок у розробку та створення нових зразків космічної техніки[8]
- Два ордени Леніна
- Орден Трудового Червоного Прапора
- Медаль «За заслуги в освоєнні космосу» (5 вересня 2011 року) — за великий внесок у розробку, створення та виробництво ракетно-космічної техніки, багаторічну сумлінну роботу[9]
- Медалі
- Заслужений діяч науки Російської Федерації (26 серпня 1996 року) — за заслуги перед державою, великий внесок у становлення та розвиток вітчизняної ракетно-космічної галузі промисловості[10]
- Лауреат Ленінської та Державних премій СРСР.
- За створення з урахуванням космічних технологій комплексу засобів протезування нижніх кінцівок інвалідів, відповідного світовому рівню, та його широке впровадження у практику протезування Юрію Семенову присуджено Державну премію Російської Федерації 1999 року в галузі науки і техніки.
- За створення пілотованих космічних комплексів «Салют», «Союз» та «Прогрес» першого, другого та третього поколінь та орбітальної станції «Мир» у 1987 році Президія АН СРСР нагородила Семенова золотою медаллю імені Ціолковського.
- У жовтні 2001 року Російською академією наук Семенов був нагороджений Золотою медаллю імені Корольова.
- Премія Уряду Російської Федерації імені Ю. А. Гагаріна в галузі космічної діяльності (2011) — за розробку, створення та інтеграцію першого етапу російського сегменту Міжнародної космічної станції.
- Почесний громадянин Московської області (8 квітня 2005 року)[11].
- Міжнародним визнанням заслуг Ю. П. Семенова стало присудження йому Міжнародної премії Алана Д’Еміля[en], золотої космічної медалі МАФ та Міжнародної премії Франсуа-Ксав'є Баньо (англ. Francois-Xavier Bagnoud Aerospace Prize) за особистий внесок у створення орбітального пілотованого комплексу «Мир».[12]
- Почесний громадянин міста Корольов.
- Почесний громадянин міста Байконур.
- Подяка президента Російської Федерації (25 квітня 2005 року) — за великий внесок у розвиток вітчизняної космонавтики та багаторічну сумлінну працю[13].
- Почесна грамота уряду Російської Федерації (23 березня 2010 року) — за великий особистий внесок у створення ракетно-космічної техніки та зміцнення обороноздатності країни[14]
- Подяка Уряду Російської Федерації (20 квітня 2005 року) — за заслуги у розвитку вітчизняної космонавтики та у зв'язку з 70-річчям від дня народження[15]